# Armando Bianchi
Pour les articles homonymes, voir Bianchi.
Armando Bianchi, né le 20 septembre 1954 à Tavernerio, est un footballeur italien, naturalisé français et évoluant au milieu de terrain.

## Carrière
Formé au Football Club de Rouen, il intègre l'équipe première lors de la saison de D2 1974-1975 où il est titulaire dans une équipe qui échoue l'accession en Division 1 lors des barrages de promotion. Exercice qu'ils ne manquent pas deux ans plus tard en s'imposant face au FC Gueugnon.
Il joue donc sa première saison en élite pour l'année 1977-1978, mais l'élan rouennais n'est pas prêt à affronter le championnat avec à la clef une 20e place, et seulement six victoires.
La Division 1 permet pourtant de le mettre sous les projecteurs, et malgré la descente de son club, il signe au Paris Saint-Germain où évolue déjà son homonyme, Carlos Bianchi. Si sa première saison se passe bien, la deuxième est nettement plus difficile à cause de multiples blessures notamment une hernie discale qui l'oblige à s'arrêter de longs mois.
De retour à la compétition, il est prêté au Nîmes Olympique pour la saison 1980-1981. Mais si ce club est réputé solide et dispose d'une longue expérience de la première division, il est néanmoins relégué en fin de saison, et Armando Bianchi a également d'autres soucis physiques.
De retour dans la capitale, il n'est pas conservé au Paris Saint-Germain, et rallie le Paris Football Club qui évolue en 2e division.
Il fait partie du club qui à ce moment-là fusionne avec le Racing Club de France sous l'impulsion de Jean-Luc Lagardère pour donner naissance au Racing Paris 1 pour la saison 1982-1983. Mais la fusion est un échec et les deux clubs se désolidarisent, le Paris Football Club repart en amateurs et la section professionnelle repasse sous la houlette du Racing Club de France qui reprend sa dénomination dès 1983-1984. Durant cette même saison, le club s'illustre dans les barrages d'accession et gagne sa place en D1, mais les problèmes récurrents au genou ne convaincront pas les dirigeants de garder Armando Bianchi dans l'effectif.
Il rejoint alors le FCAS Grenoble, toujours en D2 et met fin à sa carrière professionnelle à l'issue de la saison à cause de ses problèmes physiques. Il termine à l'AS Roanne alors que l'équipe monte en 3e division.
Il est actuellement formateur au sein du club de football Loire Nord Football Club de Roanne.